# Exatlón Estados Unidos
Exatlón Estados Unidos es un reality show de competencias deportivas, basado en el formato original de Turquía, producido y transmitido por el canal Telemundo en 2018. El programa es presentado por Frederik Oldenburg, con la producción Ejecutiva de Mauricio Quintana Rodriguez y Fabio Rojas, junto con Cisco Suárez, VP ejecutivo de Realities de Horario Estelar y Especiales de Telemundo Network. El objetivo es reunir 10 famosos y 10 civiles estadounidenses Latinos para enfrentar pruebas físicas y mentales. 

## Sinopsis
El reality consta con la participación de 20 personas divididos en dos equipos de diez integrantes cada uno. Ambos equipos deben luchar por sobrevivir a las duras pruebas físicas y mentales del Exatlón.
El equipo de famosos, está formado por deportistas y atletas de alto rendimiento y celebridades del medio del espectáculo, y el equipo de contendientes, formado por deportistas y atletas de alto rendimiento que buscaran llevarse el gran premio de la competencia de US $200,000. 

## Temporadas
| Temporada   | Inicio                   | Final                   | Programas | Participantes | Localización         | Campeón(a)                 | Subcampeón(a)           |
| ----------- | ------------------------ | ----------------------- | --------- | ------------- | -------------------- | -------------------------- | ----------------------- |
| 1           | 16 de julio de 2018      | 4 de noviembre de 2018  | 90        | 31            | República Dominicana | Marisela Cantú             | Kenny Ochoa             |
| 2           | 21 de enero de 2019      | 12 de mayo de 2019      | 96        | 27            | República Dominicana | Valeria Sofía Rodríguez    | Jacobo García           |
| 3           | 19 de agosto de 2019     | 24 de noviembre de 2019 | 83        | 26            | República Dominicana | Alberto "El Venado" Medina | Shaila Perez            |
| 4           | 20 de enero de 2020      | 12 de octubre de 2020   | 144       | 33            | República Dominicana | Nate Burkhalter            | Alondra "Nona" González |
| 5           | 26 de enero de 2021      | 23 de agosto de 2021    | 178       | 42            | República Dominicana | Norma Palafox              | Nathalia Sanchez        |
| 5           | 26 de enero de 2021      | 23 de agosto de 2021    | 178       | 42            | República Dominicana | Jeyvier Cintrón            | Kelvin Noé Rentería     |
| 6           | 17 de enero de 2022      | 9 de mayo de 2022       | 94        | 32            | República Dominicana | Susana Abundiz             | Isabela Arcila          |
| 6           | 17 de enero de 2022      | 9 de mayo de 2022       | 94        | 32            | República Dominicana | Briadam Herrera            | Mateo Gonzáles          |
| All-Stars   | 3 de octubre de 2022     | 16 de enero de 2023     | 91        | 31            | República Dominicana | Yoridan Martínez           | Jeyvier Cintrón         |
| All-Stars   | 3 de octubre de 2022     | 16 de enero de 2023     | 91        | 31            | República Dominicana | Yamilet Peña               | Caterine Ibargüen       |
| All-Stars 2 | 26 de septiembre de 2023 | 22 de enero de 2024     | 100       | 30            | República Dominicana | Susana Abundiz             | Kelvin Noé Rentería     |
| All-Stars 3 | 10 de diciembre de 2024  | 3 de febrero de 2025    | 47        | 24            | República Dominicana | Susana Abundiz             | Anisa Guajardo          |
| All-Stars 3 | 10 de diciembre de 2024  | 3 de febrero de 2025    | 47        | 24            | República Dominicana | Briadam Herrera            | Jeyvier Cintrón         |

## Resumen de Temporadas

### Primera Temporada: Famosos vs Contendientes 1 (2018)
| Lugar | Participante                                      | Ocupación                         | Equipo        | Segunda Etapa          | Medallas Ganadas                        | Resultado                            |
| ----- | ------------------------------------------------- | --------------------------------- | ------------- | ---------------------- | --------------------------------------- | ------------------------------------ |
| 1.º   | Marisela Cantu 27, Nuevo León, México             | Gimnasta Olímpica                 | Famosos       | Exatlón Estados Unidos | 3                                       | Campeona 4 de noviembre de 2018      |
| 2.º   | Kenny Ochoa 23, Simi Valley, California           | Soldado De Army                   | Contendientes | Exatlón Estados Unidos | 2                                       | Finalista 4 de noviembre de 2018     |
| 3.º   | Lorena Abreu 24, New York City, New York          | Parkour                           | Contendientes | Exatlón Estados Unidos | 1                                       | Semifinalistas 28 de octubre de 2018 |
| 4.º   | Adrián Martínez 20, Charlotte, Carolina del Norte | Estudiante y Escalador            | Contendientes | Exatlón Estados Unidos | 1                                       | Semifinalistas 28 de octubre de 2018 |
| 5.º   | Erick "Daer" Sánchez 33, Ciudad de México, México | Atleta De Parkour                 | Contendientes | Exatlón Estados Unidos | 2                                       | 29.º Eliminado 26 de octubre de 2018 |
| 6.º   | Raquel Becker 26, México                          | Doble De Cine                     | Contendientes | Exatlón Estados Unidos | 2                                       | 28.ª Eliminada 26 de octubre de 2018 |
| 7.º   | Tommy Ramos 32, Bayamón, Puerto Rico              | Gimnasta Olímpico                 | Famosos       | Exatlón Estados Unidos | 3                                       | 27.º Eliminado 23 de octubre de 2018 |
| 8.º   | Yarishna Ayala 27, Miami, Florida                 | Fisicoculturista                  | Contendientes | Exatlón Estados Unidos | 1                                       | 26.ª Eliminada 23 de octubre de 2018 |
| 9.º   | Javier Martínez 30, Los Ángeles, California       | Entrenador De Calistenia          | Contendientes |                        | 2                                       | 25.º Eliminado 22 de octubre de 2018 |
| 10.º  | Brenda Castro 29, Sinaloa, México                 | Campeona De Crossfit              | Famosos       | 1                      | 24.ª Eliminada 21 de octubre de 2018    |                                      |
| 11.º  | Danee Marmolejo 25, Aguascalientes, México        | Atleta de Parkour                 | Famosos       | 0                      | 23.º Eliminado 17 de octubre de 2018    |                                      |
| 11.º  | Danee Marmolejo 25, Aguascalientes, México        | Atleta de Parkour                 | Contendientes | 0                      | 2.º Eliminado 29 de julio de 2018       |                                      |
| 12.º  | Yazmín Arroyo Loaiza 30, Zapopan, México          | Entrenadora De Crossfit           | Famosos       | 2                      | 22.ª Eliminada 15 de octubre de 2018    |                                      |
| 13.º  | Natalie Vie 31, Argentina                         | Campeona De Esgrima               | Contendientes | 0                      | 21.ª Eliminada 14 de octubre de 2018    |                                      |
| 14.º  | Jorge Masvidal 33, Miami, Florida                 | Luchador de la MMA                | Famosos       | 2                      | 20.º Eliminado 10 de octubre de 2018    |                                      |
| 15.º  | Jesús "Chuy" Almada 29, Navojoa, México           | Entrenador y Boxeador             | Contendientes | 1                      | 19.º Eliminado 7 de octubre de 2018     |                                      |
| 15.º  | Jesús "Chuy" Almada 29, Navojoa, México           | Entrenador y Boxeador             | Contendientes | 1                      | 7.º Eliminado 13 de agosto de 2018      |                                      |
| 16.º  | Jennifer Salinas 36, Springfield, Virginia        | Campeona Mundial de Boxeo         | Famosos       | 2                      | 18.ª Eliminada 1 de octubre de 2018     |                                      |
| 17.º  | Alan García 28, México                            | Campeón De Crossfit               | Famosos       | 0                      | 17.º Eliminado 23 de septiembre de 2018 |                                      |
| 18.º  | Sebastián Caicedo 36, Cali, Colombia              | Actor                             | Famosos       | 1                      | 16.º Eliminado 17 de septiembre de 2018 |                                      |
| 19.º  | Fernanda Piña 24, México                          | Futbolista                        | Famosos       | 0                      | 15.ª Eliminada 16 de septiembre de 2018 |                                      |
| 20.º  | Janelly Farías 28, Santa Ana, California          | Futbolista                        | Famosos       | 1                      | 14.ª Eliminada 10 de septiembre de 2018 |                                      |
| 21.º  | Martibelle Payano 30, New York City, New York     | Luchadora                         | Contendientes | 0                      | 13.ª Eliminada 9 de septiembre de 2018  |                                      |
| 22.º  | Sergio Bello 30, Miami, Florida                   | Health Coach                      | Contendientes | 0                      | 12.º Eliminado 2 de septiembre de 2018  |                                      |
| 23.º  | Jessica López 32, Denver, Colorado                | Gimnasta Artística                | Famosos       | 0                      | 11.ª Eliminada 31 de agosto de 2018     |                                      |
| 24.º  | Leonel Manzano 33, Austin, Texas                  | Atleta Olímpico                   | Famosos       | 0                      | 10.º Eliminado 26 de agosto de 2018     |                                      |
| 25.º  | Jimmy Lewin 42, Miami, Florida                    | Empresario Fitness                | Contendientes | 0                      | 9.º Eliminado 20 de agosto de 2018      |                                      |
| 26.º  | Michelle Lewin 32, Miami, Florida                 | Modelo De Fitness                 | Famosos       | 0                      | 8.ª Eliminada 19 de agosto de 2018      |                                      |
| 27.º  | William Moncada 23, Los Ángeles, California       | Jugador De Waterpolo              | Famosos       | 0                      | 6.º Eliminado 12 de agosto de 2018      |                                      |
| 28.º  | Vania Bludau 27, Miami, Florida                   | Modelo, Bailarina y Chica Reality | Famosos       | 0                      | 5.ª Eliminada 5 de agosto de 2018       |                                      |
| 29.º  | Érik "Goyito" Pérez 28, Monterrey, México         | Artes Marciales Mixtas            | Contendientes | 0                      | 4.º Eliminado 3 de agosto de 2018       |                                      |
| 30.º  | Brianda Carrasco 27, Houston, Texas               | Reina De Belleza                  | Contendientes | 0                      | 3.ª Eliminada 29 de julio de 2018       |                                      |
| 31.º  | Miguel Montaño 26, San Diego, California          | Entrenador                        | Contendientes | 0                      | 1.er Eliminado 22 de julio de 2018      |                                      |

|  | Eliminación común |  | Eliminación por lesión |  | Semifinalista |  | Finalista |  | Campeona |

### Segunda Temporada: Famosos vs Contendientes 2 (2019)
| Lugar | Participante                                              | Ocupación                              | Equipo Original | Segunda Etapa          | Medallas Ganadas                     | Resultado                         | Efectividad Final |
| ----- | --------------------------------------------------------- | -------------------------------------- | --------------- | ---------------------- | ------------------------------------ | --------------------------------- | ----------------- |
| 1.º   | Valeria Sofía Rodríguez 20, Bayamón Puerto Rico           | Estudiante                             | Contendientes   | Exatlón Estados Unidos | 3                                    | Campeona 12 de mayo de 2019       | 68%               |
| 2.º   | Jacobo García 23, Los Ángeles California                  | Jugador De Balón Mano                  | Famosos         | Exatlón Estados Unidos | 2                                    | Finalista 12 de mayo de 2019      | 55%               |
| 3.º   | Dennhi Callu 24, San Diego California                     | Entrenadora Personal                   | Contendientes   | Exatlón Estados Unidos | 3                                    | Semifinalista 12 de mayo de 2019  | 57%               |
| 4.º   | Andoni García 30, Los Ángeles California                  | Modelo Internacional                   | Contendientes   | Exatlón Estados Unidos | 2                                    | Semifinalista 12 de mayo de 2019  | 59%               |
| 5.º   | Karely López 31, Sinaloa México                           | Campeona Mundial De Boxeo              | Famosos         | Exatlón Estados Unidos | 3                                    | 23.ª Eliminada 10 de mayo de 2019 | 55%               |
| 6.º   | Eric Alejandro 32, Burlington Nueva Jersey Estados Unidos | Atleta Olímpico De Pista y Campo       | Famosos         | Exatlón Estados Unidos | 3                                    | 22.º Eliminado 10 de mayo de 2019 | 47%               |
| 7.º   | Sofía Gómez 23, Ciudad de Guatemala, Guatemala            | Gimnasta Olímpica                      | Famosos         | Exatlón Estados Unidos | 4                                    | 21.ª Eliminada 8 de mayo de 2019  | 49%               |
| 8.º   | Daniel Martín 35, Miami Florida                           | Salvavidas                             | Contendientes   | Exatlón Estados Unidos | 2                                    | 20.º Eliminado 8 de mayo de 2019  | 59%               |
| 9.º   | Rafael Soriano 22, Los Ángeles California                 | Jugador De Futbol Americano Colegial   | Contendientes   |                        | 3                                    | 19.º Eliminado 5 de mayo de 2019  | 48%               |
| 10.º  | Dayleen Santana 22, Puerto Rico                           | Atleta Profesional De Pista y Campo    | Famosos         | 0                      | 18.ª Eliminada 5 de mayo de 2019     | 33%                               |                   |
| 11.º  | Zeus González 31, Las Vegas Nevada                        | Campeón de MMA                         | Famosos         | 0                      | 17.º Eliminado 28 de abril de 2019   | 35%                               |                   |
| 12.º  | Jessica Parrilla 27, México                               | Atleta Profesional De Racquetball      | Famosos         | 0                      | 16.ª Eliminada 21 de abril de 2019   | 29%                               |                   |
| 13.º  | Jorge Hugo Giraldo 39, Medellín, Colombia                 | Gimnasta Olímpico                      | Famosos         | 0                      | 15.º Eliminado 14 de abril de 2019   | 41%                               |                   |
| 14.º  | Daniela Montiel 28, Venezuela                             | Atleta de Triatlón                     | Contendientes   | 0                      | 14.ª Eliminada 7 de abril de 2019    | 23%                               |                   |
| 15.º  | Carlos Gómez Espinoza 26, Miami Florida                   | Jugador De Béisbol Profesional         | Contendientes   | 1                      | 13.er Eliminado 1 de abril de 2019   | 49%                               |                   |
| 16.º  | Flor Guerrero 30, El Paso, Texas                          | Estudiante, Modelo                     | Contendientes   | 0                      | 12.ª Eliminada 24 de marzo de 2019   | 25%                               |                   |
| 17.º  | Yaritza Medina 29, Miami Florida                          | Bailarina                              | Contendientes   | 0                      | 11.ª Eliminada 19 de marzo de 2019   | 49%                               |                   |
| 18.º  | Mike Rosa 28, Long Island Nueva York                      | Soldado/Entrenador de Crossfit         | Contendientes   | 0                      | 10.º Eliminado 17 de marzo de 2019   | 32%                               |                   |
| 19.º  | Fernanda Richaud 22, Nuevo León, México                   | Nadadora Profesional Olímpica y Modelo | Famosos         | 0                      | 9.ª Eliminada 10 de marzo de 2019    | 42%                               |                   |
| 20.º  | Yoel Romero 41, Pinar del Río, Cuba                       | Campeón De MMA                         | Famosos         | 0                      | 8.º Eliminado 5 de marzo de 2019     | 42%                               |                   |
| 21.º  | Luis Rivera 31, Tucson, Arizona                           | Atleta Olímpico De Salto De Longitud   | Famosos         | 0                      | 7.º Eliminado 3 de marzo de 2019     | 36%                               |                   |
| 22.º  | Carla Cortijo 31, San Juan Puerto Rico                    | Jugadora De Baloncesto Profesional     | Famosos         | 0                      | 6.ª Eliminada 26 de febrero de 2019  | 67%                               |                   |
| 23.º  | Yessenia Cossío 30, Miami Florida                         | Doble De Acción y Héroe Infantil       | Contendientes   | 0                      | 5.ª Eliminada 24 de febrero de 2019  | 29%                               |                   |
| 24.º  | Karina Cantu 20, Monterrey México                         | Gimnasta Profesional de Trampolín      | Famosos         | 1                      | 4.ª Eliminada 18 de febrero de 2019  | 39%                               |                   |
| 25.º  | Audrys Nin Reyes 24, Nueva York, Nueva York               | Campeón Mundial De Gimnasia            | Famosos         | 0                      | 3.er Eliminado 10 de febrero de 2019 | 29%                               |                   |
| 26.º  | Joel Fridman–Rojas 26, Los Ángeles California             | Coreógrafo y Bailarín                  | Contendientes   | 1                      | 2.º Eliminado 3 de febrero de 2019   | 60%                               |                   |
| 27.º  | Karla Castellanos 21, Dallas Texas                        | Campeona Mundial De Parkour            | Contendientes   | 0                      | 1.ª Eliminada 28 de enero de 2019    | 27%                               |                   |

|  | Eliminación común |  | Eliminación por lesión |  | Semifinalista |  | Finalista |  | Campeona |

### Tercera Temporada: Famosos vs Contendientes 3 (2019)
| Lugar | Participante                                      | Ocupación                      | Equipo Original | Segunda Etapa          | Lingotes de Oro | Medallas Ganadas                       | Resultado                              | Efectividad Final |
| ----- | ------------------------------------------------- | ------------------------------ | --------------- | ---------------------- | --------------- | -------------------------------------- | -------------------------------------- | ----------------- |
| 1.º   | Alberto "El Venado" Medina 36, Sinaloa, México    | Futbolista profesional         | Famosos         | Exatlón Estados Unidos | 0               | 2                                      | Campeón 24 de noviembre de 2019        | 53%               |
| 2.º   | Shaila Pérez 23, Washington D. C.                 | Gimnasta Profesional           | Famosos         | Exatlón Estados Unidos | 0               | 1                                      | Finalista 24 de noviembre de 2019      | 47%               |
| 3.º   | Kelvin Renteria 26, Dallas, Texas                 | Instalador Aire Acondicionado  | Contendientes   | Exatlón Estados Unidos | 2               | 3                                      | Semifinalista 24 de noviembre de 2019  | 65%               |
| 4.º   | Norma Palafox 21, Los Ángeles, California         | Futbolista profesional         | Famosos         | Exatlón Estados Unidos | 3               | 1                                      | Semifinalista 24 de noviembre de 2019  | 52%               |
| 5.º   | Mack Roesch 31, Tampa, Florida                    | Campeón Carrera de Obstáculos  | Famosos         | Exatlón Estados Unidos | 1               | 3                                      | 22.º Eliminado 22 de noviembre de 2019 | 60%               |
| 6.º   | Denisse Novoa 24, Miami, Florida                  | Gerente de Hotel               | Contendientes   | Exatlón Estados Unidos | 1               | 5+2 (MA)                               | 21.ª Eliminada 22 de noviembre de 2019 | 67%               |
| 7.º   | Octavio "Tavo" González 27, San Antonio, México   | Jugador de Fútbol Americano    | Contendientes   | Exatlón Estados Unidos | 1               | 1                                      | 20.º Eliminado 20 de noviembre de 2019 | 47%               |
| 8.º   | Nicole Regnier 24, San Francisco, California      | Futbolista profesional         | Famosos         | Exatlón Estados Unidos | 3               | 1                                      | 19.ª Eliminada 20 de noviembre de 2019 | 55%               |
| 9.º   | José Carlos Herrera 33, Houston, Texas            | Atleta Olímpico Pista y Campo  | Famosos         |                        | 2               | 1                                      | 18.º Eliminado 17 de noviembre de 2019 | 53%               |
| 10.º  | Karla Salazar 24, Houston, Texas                  | Gimnasta                       | Contendientes   | 0                      | 0               | 17.ª Eliminada 12 de noviembre de 2019 | 32%                                    |                   |
| 11.º  | Mariana Reid 23, Cincinnati, Ohio                 | Gimnasta Profesional           | Famosos         | 0                      | 0               | 16.ª Eliminada 12 de noviembre de 2019 | 13%                                    |                   |
| 12.º  | Jay Flores 29, Miami, Florida                     | Ingeniero                      | Contendientes   | 0                      | 1               | 15.º Eliminado 10 de noviembre de 2019 | 35%                                    |                   |
| 13.º  | Abe Cruz 38, East L.A, California                 | Modelo y empresario de Fitness | Famosos         | 1                      | 0               | 14.º Eliminado 6 de noviembre de 2019  | 29%                                    |                   |
| 14.º  | Valerie Loureda 21, Miami, Florida                | Peleadora de MMA               | Famosos         | 0                      | 0               | 13.ª Eliminada 3 de noviembre de 2019  | 26%                                    |                   |
| 15.º  | Alejandra "Ale" Sorchini 25, Nashville, Tennessee | Futbolista y Crossfitera       | Contendientes   | 0                      | 0               | 12.ª Eliminada 27 de octubre de 2019   | 47%                                    |                   |
| 16.º  | Alexander Rodríguez 33, Caguas, Puerto Rico       | Campeón de Gimnasia            | Famosos         | 0                      | 2               | 11.er Eliminado 20 de octubre de 2019  | 51%                                    |                   |
| 17.º  | Jasmin Ibarra 25, Brownsville, Texas              | Reservista del Navy            | Contendientes   | 0                      | 1               | 10.ª Eliminada 20 de octubre de 2019   | 65%                                    |                   |
| 18.º  | Aridt Flores 30, Chicago, Illinois                | Campeona Salto de Longitud     | Famosos         | 0                      | 1               | 9.ª Eliminada 13 de octubre de 2019    | 35%                                    |                   |
| 19.º  | Dilan Coronado 24, Houston, Texas                 | Patinador de Velocidad         | Contendientes   | 0                      | 0               | 8.º Eliminado 6 de octubre de 2019     | 41%                                    |                   |
| 20.º  | Génesis Veliz 24, Dallas, Texas                   | Clavadista Colegial            | Contendientes   | 0                      | 0               | 7.ª Eliminada 29 de septiembre de 2019 | 30%                                    |                   |
| 21.º  | Javier Lucero 30, Las Vegas, Nevada               | Oficial de Policía             | Contendientes   | 0                      | 0               | 6.º Eliminado 22 de septiembre de 2019 | 30%                                    |                   |
| 22.º  | Olimpia Villalobos 29, Los Ángeles, California    | Campeona Salto con Pértiga     | Famosos         | 0                      | 0               | 5.ª Eliminada 16 de septiembre de 2019 | 52%                                    |                   |
| 23.º  | Gabriela "Gabba" del Mar 18, Puerto Rico          | Estudiante                     | Contendientes   | 1                      | 0               | 4.º Eliminado 15 de septiembre de 2019 | 49%                                    |                   |
| 24.º  | José Gumbs 31, Queens, Nueva York                 | Jugador Profesional NFL        | Famosos         | 1                      | 0               | 3.er Eliminado 8 de septiembre de 2019 | 51%                                    |                   |
| 25.º  | Daniel Osbahr 26, San Diego, California           | Instructor de Parkour          | Contendientes   | 0                      | 0               | 2.º Eliminado 1 de septiembre de 2019  | 29%                                    |                   |
| 26.º  | Mónica "Mony" Segovia 32, Dallas, Texas           | Entrenadora Personal           | Contendientes   | 0                      | 0               | 1.ª Eliminada 25 de agosto de 2019     | 38%                                    |                   |

(MA) Medalla Anuladora Estás son medallas que no suman a su conteo normal ya que el atleta ha llegado al máximo de medallas pero en cambio este tipo de presea le da el poder de anular una al participante que quiera.

### Cuarta Temporada: Mix Stars (2020)
Para la cuarta temporada de Exatlón Estados Unidos se anunció que exintegrantes de temporadas pasadas regresarían para tener una segunda oportunidad a petición del público siendo seleccionados Tommy Ramos, Karely López, Jesús Almada y Dennhi Callu.
| Lugar | Participante                                                       | Ocupación                                      | Equipo original | Etapa Individual       | Lingotes de oro | Medallas ganadas                        | Resultado                            | Efectividad final |
| ----- | ------------------------------------------------------------------ | ---------------------------------------------- | --------------- | ---------------------- | --------------- | --------------------------------------- | ------------------------------------ | ----------------- |
| 1.º   | Nate Burkhalter 33, Houston, Texas                                 | Campeón Carrera de Obstáculos                  | Famosos         | Exatlón Estados Unidos | 2               | 3                                       | Campeón 12 de octubre de 2020        | 56.64%            |
| 2.º   | Alondra "Nona" González 24, Jalisco, México                        | Futbolista profesional                         | Famosos         | Exatlón Estados Unidos | 3+2(TT)         | 2                                       | Finalista 12 de octubre de 2020      | 64.80%            |
| 3.º   | Dennhi Callu 25, San Diego, California Famosos vs Contendientes 2  | Entrenadora Personal                           | Contendientes   | Exatlón Estados Unidos | 1               | 4                                       | Semifinalista 12 de octubre de 2020  | 56.17%            |
| 4.º   | Emmanuel Jáquez 22, Santiago, República Dominicana                 | Estudiante y Beisbolista                       | Contendientes   | Exatlón Estados Unidos | 0               | 0                                       | Semifinalista 12 de octubre de 2020  | 47.12%            |
| 5.º   | Claudia Martínez 29, San Antonio, Texas                            | Coordinadora de Eventos y Futbolista           | Contendientes   | Exatlón Estados Unidos | 0               | 2                                       | 29.ª Eliminada 11 de octubre de 2020 | 48.81%            |
| 6.º   | Jesús "Chuy" Almada 32, Navojoa, México Famosos vs Contendientes 1 | Entrenador y Boxeador                          | Contendientes   | Exatlón Estados Unidos | 2               | 4                                       | 28.º Eliminado 11 de octubre de 2020 | 56.79%            |
| 7.º   | Yamilet Peña 27, Santo Domingo, República Dominicana               | Gimnasta Olímpica                              | Famosos         | Exatlón Estados Unidos | 3               | 4                                       | 27.ª Eliminada 11 de octubre de 2020 | 56.94%            |
| 8.º   | Elías Tirado 24, Barranquitas, Puerto Rico                         | Entrenador Personal                            | Contendientes   | Exatlón Estados Unidos | 2               | 3                                       | 26.º Eliminado 9 de octubre de 2020  | 50.57%            |
| 9.º   | Isaiah Vidal 26, Springs, Colorado                                 | Competidor de Carreras de Obstáculos           | Contendientes   | Exatlón Estados Unidos | 2               | 2                                       | 25.º Eliminado 8 de octubre de 2020  | 67.60%            |
| 10.º  | Naomi Urbano 23, Toluca, México                                    | Atlética de Heptatlón Colegial                 | Contendientes   | Exatlón Estados Unidos | 2               | 1                                       | 24.ª Eliminada 7 de octubre de 2020  | 51.88%            |
| 11.º  | Fernando Lozada 30, Ciudad de México, México                       | Influencer, Empresario Fitness y Chico Reality | Famosos         |                        | 3               | 1                                       | 23.er Eliminado 4 de octubre de 2020 | 47.14%            |
| 12.º  | Alejandra "Azul" Lara 25, Medellín, Colombia                       | Peleadora de MMA                               | Famosos         | 0                      | 1               | 22.ª Eliminada 4 de octubre de 2020     | 44.68%                               |                   |
| 13.º  | Carlos Calvo 25, Houston, Texas                                    | Gimnasta Profesional                           | Famosos         | 0                      | 0               | 21.er Eliminado 1 de octubre de 2020    | 43.20%                               |                   |
| 14.º  | Wendy Espina 24, Chile                                             | Clavadista                                     | Famosos         | 0                      | 0               | 20.ª Eliminada 27 de septiembre de 2020 | 38.10%                               |                   |
| 15.º  | Verónica Velasco 28, Colina, México                                | Futbolista y Entrenadora Personal              | Contendientes   | 0                      | 0               | 19.ª Eliminada 27 de septiembre de 2020 | 41.07%                               |                   |
| 16.º  | Shayra Medal 30, Nicaragua                                         | Modelo                                         | Contendientes   | 0                      | 0               | 18.ª Eliminada 21 de septiembre de 2020 | 25.00%                               |                   |
| 17.º  | Tommy Ramos 33, Bayamón, Puerto Rico Famosos vs Contendientes 1    | Gimnasta Olímpico                              | Famosos         | 0                      | 3               | 17.º Eliminado 23 de agosto de 2020     | 37.57%                               |                   |
| 18.º  | Antonio Gastelum 19, Ciudad de México, México                      | Atlética de Calistenia                         | Contendientes   | 0                      | 0               | 16.º Eliminado 16 de agosto de 2020     | 27.78%                               |                   |
| 19.º  | Mariaqueta "Queta" Rodríguez 23, México                            | Instructora de Gimnasia                        | Contendientes   | 0                      | 1               | 15.ª Eliminada 9 de agosto de 2020      | 31.33%                               |                   |
| 20.º  | Kenia Enriquez 26, Tijuana, México                                 | Campeona de Boxeo                              | Famosos         | 0                      | 0               | 14.ª Eliminada 2 de agosto de 2020      | 27.27%                               |                   |
| 21.º  | Ramiro Ramírez 29, Nuevo León, México                              | Nadador Profesional                            | Famosos         | 0                      | 1               | 13.er Eliminado 26 de julio de 2020     | 46.77%                               |                   |
| 22.º  | Julyn Aguila 21, Ciudad de México, México                          | Ciclista Profesional                           | Famosos         | 0                      | 1               | 12.ª Eliminada 29 de marzo de 2020      | 10.43%                               |                   |
| 23.º  | Julio Rubio 30, Los Ángeles, California                            | Entrenador Físico                              | Contendientes   | 0                      | 0               | 11.er Eliminado 22 de marzo de 2020     | 24.65%                               |                   |
| 24.º  | Melanie "Mely" Sinquimani 23, Los Ángeles, California              | Fisicoculturista y Entrenadora Personal        | Contendientes   | 0                      | 1               | 10.ª Eliminada 11 de marzo de 2020      | 34.92%                               |                   |
| 25.º  | Francisco "Maza" Rodríguez 38, Sinaloa, México                     | Futbolista profesional                         | Famosos         | 0                      | 0               | 9.º Eliminado 8 de marzo de 2020        | 28.12%                               |                   |
| 26.º  | Jorge Mertel 28, La Habana, Cuba                                   | Modelo y Entrenador Personal                   | Contendientes   | 0                      | 0               | 8.º Eliminado 4 de marzo de 2020        | 45.83%                               |                   |
| 27.º  | Karely López 32, Sinaloa, México Famosos vs Contendientes 2        | Campeona Mundial de Boxeo                      | Famosos         | 0                      | 1               | 7.ª Eliminada 1 de marzo de 2020        | 61.02%                               |                   |
| 28.º  | Michelle Terán 21, Sonora, México                                  | Entrenadora de Fitness                         | Contendientes   | 0                      | 0               | 6.ª Eliminada 23 de febrero de 2020     | 13.79%                               |                   |
| 29.º  | Omar González 33, Caracas, Venezuela                               | Instructor de Baile Fitness                    | Contendientes   | 0                      | 0               | 5.º Eliminado 16 de febrero de 2020     | 47.50%                               |                   |
| 30.º  | Paula Leyes 26, Buenos Aires, Argentina                            | Atleta de Crossfit                             | Contendientes   | 0                      | 0               | 4.ª Eliminada 9 de febrero de 2020      | 31.03%                               |                   |
| 31.º  | Jorge Iñigo 24, Sonora, México                                     | Campeón de Gimnasia Juvenil                    | Famosos         | 0                      | 0               | 3.er Eliminado 2 de febrero de 2020     | 11.76%                               |                   |
| 32.º  | Natalie "Nata" Díaz 25, Carolina, Puerto Rico                      | Jugadora de Baloncesto                         | Contendientes   | 1                      | 0               | 2.ª Eliminada 30 de enero de 2020       | 73.00%                               |                   |
| 33.º  | Mónica "Mony" Márquez 23, Nuevo León, México                       | Clavadista Profesional                         | Famosos         | 0                      | 0               | 1.ª Eliminada 26 de enero de 2020       | 20.00%                               |                   |

### Quinta Temporada: All Stars (2021)
Para la quinta temporada de Exatlón Estados Unidos se anunció que 12 exintegrantes de temporadas pasadas regresarían para tener una segunda oportunidad siendo seleccionados para el equipo Rojo: Brenda Castro, Eric Alejandro, Jacobo García, Mack Roesch, Norma Palafox y Nicole Regnier, para el equipo Azul fueron seleccionados: Denisse Novoa, Kelvin Noé Rentería, Gabriela del Mar, Octavio González, Rafael Soriano y Raquel Becker. Estos 12 atletas se juntarán con 12 nuevas figuras para así completar los 24 integrantes con los que iniciará la temporada 
| Lugar | Lugar Anterior | Participante                                                               | Ocupación                           | Equipo original | Etapa Individual       | Lingotes de oro | Medallas ganadas                     | Resultado                             | Efectividad final |
| ----- | -------------- | -------------------------------------------------------------------------- | ----------------------------------- | --------------- | ---------------------- | --------------- | ------------------------------------ | ------------------------------------- | ----------------- |
| 1.º   | -              | Jeyvier Cintrón 26, Bayamón, Puerto Rico                                   | Boxeador Profesional                | Famosos         | Exatlón Estados Unidos | 4               | 5                                    | Campeón 23 de agosto de 2021          | 57.68%            |
| 1.º   | 4.º            | Norma Palafox 22, Sonora, México Famosos vs Contendientes 3                | Futbolista profesional              | Famosos         | Exatlón Estados Unidos | 4               | 7                                    | Campeona 23 de agosto de 2021         | 60.78%            |
| 2.º   | 3.º            | Kelvin Noé Rentería 28, Dallas, Texas, Famosos vs Contendientes 3          | Instalador de Aire Acondicionado    | Contendientes   | Exatlón Estados Unidos | 0               | 4                                    | Finalista 23 de agosto de 2021        | 56.63%            |
| 2.º   | -              | Nathalia Sánchez 28, Colombia                                              | Gimnasta Olímpica                   | Famosos         | Exatlón Estados Unidos | 0               | 2                                    | Finalista 23 de agosto de 2021        | 48.71%            |
| 3.º   | -              | Ana María Parra 25, Sevilla, Colombia, Estados Unidos ,                    | Modelo Profesional, Baloncestista   | Contendientes   | Exatlón Estados Unidos | 2               | 7                                    | Semifinalista 22 de agosto de 2021    | 53.63%            |
| 3.º   | 4.º            | Andoni García 32, Los Ángeles, California, , Famosos vs Contendientes 2    | Modelo Internacional                | Contendientes   | Exatlón Estados Unidos | 1               | 4                                    | Semifinalista 22 de agosto de 2021    | 54.21%            |
| 4.º   | -              | Viviana Michel 22, Jalisco, México                                         | Futbolista profesional              | Famosos         | Exatlón Estados Unidos | 3               | 1                                    | Cuarta Finalista 20 de agosto de 2021 | 54.68%            |
| 4.º   | 2.º            | Jacobo García 25, Los Ángeles, California Famosos vs Contendientes 2       | Jugador de Balón Mano               | Famosos         | Exatlón Estados Unidos | 1               | 3                                    | Cuarto Finalista 20 de agosto de 2021 | 56.52%            |
| 5.º   | -              | Diana Juárez 22, Dallas, Texas, México, Estados Unidos,                    | Atleta Fitness                      | Famosos         | Exatlón Estados Unidos | 0               | 0                                    | Quinta Finalista 18 de agosto de 2021 | 40.82%            |
| 5.º   | 7.º            | Octavio “Tavo” González 29, Nuevo León, México, Famosos vs Contendientes 3 | Jugador de Fútbol Americano         | Contendientes   | Exatlón Estados Unidos | 1               | 4                                    | Quinto Finalista 18 de agosto de 2021 | 48.98%            |
| 11.º  | -              | Horacio Gutiérrez Jr. 24, Texas, Estados Unidos, México ,                  | Fútbol Colegial                     | Contendientes   |                        | 0               | 4                                    | 32.º Eliminado 15 de agosto de 2021   | 48.12%            |
| 12.º  | -              | Wilmarie Negrón 31, Villalba, Puerto Rico,                                 | Enfermera, Carrera de Obstáculos    | Contendientes   | 0                      | 1               | 31.ª Eliminada 12 de agosto de 2021  | 47.02%                                |                   |
| 13.º  | -              | Dave Sappelt 34, Búfalo, Nueva York                                        | Beisbolista Profesional             | Famosos         | 0                      | 4               | 30.º Eliminado 8 de agosto de 2021   | 42.42%                                |                   |
| 14.º  | -              | Mirna Almada 25, México,                                                   | Asistente en Enfermería             | Contendientes   | 0                      | 3               | 29.ª Eliminada 4 de agosto de 2021   | 47.13%                                |                   |
| 15.º  | -              | Luis Carpizo 27, California, Estados Unidos, México ,                      | Modelo Fitness                      | Contendientes   | 0                      | 0               | 28.º Eliminado 1 de agosto de 2021   | 27.78%                                |                   |
| 16.º  | -              | Genesis Romero 25, Venezuela, Miami, Florida, Estados Unidos               | Atletismo                           | Contendientes   | 0                      | 0               | 27.ª Eliminada 26 de julio de 2021   | 25.00%                                |                   |
| 17.º  | -              | Dennis Hernandez Porter 27, Nueva York, Estados Unidos, Honduras           | Veterano del Army                   | Famosos         | 0                      | 0               | 26.º Eliminado 18 de julio de 2021   | 35.00%                                |                   |
| 18.º  | -              | Dania Aguillón 25, Texas, Estados Unidos, México                           | Atleta de Relevos                   | Famosos         | 0                      | 0               | 25.ª Eliminada 27 de junio de 2021   | 29.23%                                |                   |
| 19.º  | 13.º           | Jorge Hugo Giraldo 41, Medellín, Colombia Famosos vs Contendientes 2       | Gimnasta Olímpico                   | Famosos         | 0                      | 0               | 24.º Eliminado 13 de junio de 2021   | 37.14%                                |                   |
| 20.º  | -              | Nicole Diaz 21, San Juan, Puerto Rico                                      | Gimnasta Profesional                | Famosos         | 0                      | 1               | 23.ª Eliminada 6 de junio de 2021    | 38.89%                                |                   |
| 21.º  | 6.º            | Eric Alejandro 34, Burlington, Nueva Jersey Famosos vs Contendientes 2     | Atleta Olímpico de Pista y Campo    | Famosos         | 1                      | 1               | 22.º Eliminado 30 de mayo de 2021    | 42.08%                                |                   |
| 22.º  | 9.º            | Rafael Soriano 24, Los Ángeles, California , Famosos vs Contendientes 2    | Jugador de Fútbol Americano         | Contendientes   | 1                      | 1               | 21.er Eliminado 23 de mayo de 2021   | 44.23%                                |                   |
| 23.º  | -              | Karime Cabrera 24, Carolina del Norte, Estados Unidos, México,             | Jugadora de Rugby                   | Contendientes   | 0                      | 0               | 20.ª Eliminada 9 de mayo de 2021     | 46.15%                                |                   |
| 24.º  | -              | Joseph Padilla 30, California,                                             | Entrenador Personal                 | Contendientes   | 0                      | 0               | 19.º Eliminado 2 de mayo de 2021     | 33.33%                                |                   |
| 25.º  | 8.º            | Nicole Regnier 26, Cali, Colombia Famosos vs Contendientes 3               | Futbolista profesional              | Famosos         | 0                      | 2               | 18.ª Eliminada 25 de abril de 2021   | 52.60%                                |                   |
| 26.º  | -              | Rodrigo Romeh 30, Chiapas, México, Miami, Estados Unidos,                  | Campeón de Fisicoculturismo         | Famosos         | 0                      | 0               | 17.º Eliminado 18 de abril de 2021   | 9.52%                                 |                   |
| 27.º  | -              | Jimmy Velez 31, Puerto Rico                                                | Entrenador Profesional              | Contendientes   | 0                      | 0               | 16.º Eliminado 10 de abril de 2021   | 25.00%                                |                   |
| 28.º  | 6.º            | Denisse Novoa 26, Veracruz, México Famosos vs Contendientes 3              | Gerente de Hotel y Modelo           | Contendientes   | 2                      | 1               | 15.ª Expulsada 11 de abril de 2021   | 50.00%                                |                   |
| 29.º  | -              | Frank Beltre 30, Azua, República Dominicana                                | Fútbol Americano, Ex-NFL            | Famosos         | 0                      | 0               | 14.º Expulsado 11 de abril de 2021   | 51.89%                                |                   |
| 30.º  | -              | César Castro 23, Estados Unidos, México ,                                  | Fútbol Americano Colegial           | Contendientes   | 1                      | 0               | 13.er Eliminado 10 de abril de 2021  | 38.24%                                |                   |
| 31.º  | -              | Claudia Ramos 23, Los Ángeles, California ,                                | Baloncesto Universitario            | Contendientes   | 0                      | 1               | 12.ª Eliminada 4 de abril de 2021    | 41.86%                                |                   |
| 32.º  | -              | Ana Claudia Chacón 24, México, Estados Unidos ,                            | Flag Fútbol                         | Contendientes   | 0                      | 0               | 11.ª Eliminada 29 de marzo de 2021   | 16.67%                                |                   |
| 33.º  | -              | Martín Keuchkerian 23, Uruguay,                                            | Rugby, Modelo Fitness, Ingeniero    | Contendientes   | 1                      | 0               | 10.º Eliminado 21 de marzo de 2021   | 34.38%                                |                   |
| 34.º  | 5.º            | Mack Roesch 33, Tampa, Florida Famosos vs Contendientes 3                  | Campeón de Carreras de Obstáculos   | Famosos         | 0                      | 1               | 9.º Eliminado 22 de marzo de 2021    | 71.64%                                |                   |
| 35.º  | 6.º            | Raquel Becker 29, México, Famosos vs Contendientes 1                       | Doble de Cine y Atleta de Parkour   | Contendientes   | 0                      | 0               | 8.ª Eliminada 21 de marzo de 2021    | 55.05%                                |                   |
| 36.º  | -              | Jomarie Martínez 27, Arecibo, Puerto Rico,                                 | Entrenadora, Exbaloncestista        | Contendientes   | 0                      | 0               | 7.ª Eliminada 8 de marzo de 2021     | 50.00%                                |                   |
| 37.º  | -              | Ricardo Malta 25, Honduras,                                                | Corredor de Carreras con Obstáculos | Contendientes   | 0                      | 0               | 6.º Eliminado 7 de marzo de 2021     | 25.93%                                |                   |
| 38.º  | -              | Ana Garza 32, México                                                       | Fútbol Americano y Rugby            | Famosos         | 0                      | 0               | 5.ª Eliminada 28 de febrero de 2021  | 23.53%                                |                   |
| 39.º  | -              | Andrea Nerio 19, Nuevo León, México,                                       | Estudiante, Atletismo               | Contendientes   | 0                      | 0               | 4.ª Eliminada 28 de febrero de 2021  | 46.15%                                |                   |
| 40.º  | -              | Karlos Balderas 30, Los Ángeles, California                                | Boxeador Profesional                | Famosos         | 0                      | 0               | 3.er Eliminado 21 de febrero de 2021 | 37.14%                                |                   |
| 41.º  | 23.º           | Gabriela “Gaba” del Mar 19, Puerto Rico, Famosos vs Contendientes 3        | Estudiante                          | Contendientes   | 0                      | 0               | 2.ª Eliminada 14 de febrero de 2021  | 32.14%                                |                   |
| 42.º  | 10.º           | Brenda Castro 31, Sinaloa, México Famosos vs Contendientes 1               | Campeona de Crossfit                | Famosos         | 0                      | 0               | 1.ª Eliminada 7 de febrero de 2021   | 27.27%                                |                   |

### Sexta Temporada (2022)
Para la sexta temporada de Exatlón Estados Unidos se anunció que serían 24 participantes, 12 Famosos y 12 Contendientes, todos nuevos atletas, que irán por primera vez a las tierras y las playas del Exatlón. 
| Lugar | Participante                                              | Ocupación                            | Equipo original | Etapa individual       | Lingotes de oro | Medallas ganadas                    | Resultado                          | Efectividad final |
| ----- | --------------------------------------------------------- | ------------------------------------ | --------------- | ---------------------- | --------------- | ----------------------------------- | ---------------------------------- | ----------------- |
| 1.º   | Susana Abundiz 26, Dallas, Texas, México                  | Empresaria                           | Contendientes   | Exatlón Estados Unidos | 1               | 2                                   | Campeona 6 de mayo de 2022         | 63.44%            |
| 1.º   | Briadam Herrera 26, Cuba, Miami, Florida                  | Clavadista Profesional               | Famosos         | Exatlón Estados Unidos | 4               | 4                                   | Campeón 6 de mayo de 2022          | 55.71%            |
| 2.º   | Mateo González 25, Coahuila, México,                      | Nadador Profesional                  | Famosos         | Exatlón Estados Unidos | 3               | 2                                   | Finalista 9 de mayo de 2022        | 52.56%            |
| 2.º   | Isabella Arcila 27, Atlanta, Georgia, Colombia            | Nadadora Olímpica                    | Famosos         | Exatlón Estados Unidos | 3               | 4                                   | Finalista 9 de mayo de 2022        | 62.66%            |
| 3.º   | Jordan O'Brien 29, Anaheim, California,                   | Futbolista profesional               | Famosos         | Exatlón Estados Unidos | 3               | 2                                   | Semifinalista 8 de mayo de 2022    | 58.88%            |
| 3.º   | Yoisel Barrios 28, Cuba, Las Vegas, Nevada,               | CrossFit                             | Contendientes   | Exatlón Estados Unidos | 1               | 1                                   | Semifinalista 8 de mayo de 2022    | 53.93%            |
| 4.º   | Anisa Guajardo 30, Los Ángeles, California, México        | Futbolista profesional               | Famosos         | Exatlón Estados Unidos | 3               | 3                                   | Cuarta Finalista 6 de mayo de 2022 | 54.08%            |
| 4.º   | Frank De la Cruz 22, Miami, Florida, República Dominicana | Atletismo, Piloto, Estudiante        | Contendientes   | Exatlón Estados Unidos | 1               | 2                                   | Cuarto Finalista 6 de mayo de 2022 | 56.50%            |
| 5.º   | Alicia Beltrán 27, Los Ángeles, California, México        | Entrenadora Personal y Nutricionista | Contendientes   | Exatlón Estados Unidos | 2               | 2                                   | Quinta Finalista 4 de mayo de 2022 | 44.50%            |
| 5.º   | Miguel Ángel Espinoza 27, San Diego, California, México   | Modelo y Entrenador Personal         | Contendientes   | Exatlón Estados Unidos | 1               | 2                                   | Quinto Finalista 4 de mayo de 2022 | 56.09%            |
| 11.º  | Alfredo Pang 28, Texas, México, Estados Unidos            | Entrenador Personal                  | Contendientes   |                        | 1               | 1                                   | 22.º Eliminado 1 de abril de 2022  | 53.57%            |
| 12.º  | Rebeca Valentín 27, Dorado, Puerto Rico                   | Ejecutiva de cuentas                 | Contendientes   | 1                      | 1               | 21.ª Eliminada 27 de abril de 2022  | 38.59%                             |                   |
| 13.º  | Beta Mejía 27, Medellín, Colombia Miami, Florida          | Influencer y Campeón de CrossFit     | Famosos         | 2                      | 1               | 20.º Eliminado 24 de abril de 2022  | 44.71%                             |                   |
| 14.º  | Ximena Amezcua 21, Houston, Texas, México                 | Entrenadora de Gimnasia              | Contendientes   | 0                      | 0               | 19.ª Eliminada 20 de abril de 2022  | 12.73%                             |                   |
| 15.º  | Roberto Romano 32, Los Ángeles, California, México        | Actor                                | Famosos         | 1                      | 1               | 18.º Eliminado 18 de abril de 2022  | 39.47%                             |                   |
| 16.º  | Nicole Amador 22, Los Ángeles, California, México         | Atleta de Remo                       | Famosos         | 1                      | 0               | 17.ª Eliminada 13 de abril de 2022  | 58.62%                             |                   |
| 17.º  | Oscar Fernández 25, New York, México                      | Investigador de Mercadeo             | Contendientes   | 0                      | 0               | 16.º Eliminado 10 de abril de 2022  | 25.00%                             |                   |
| 18.º  | Paloma Flores 27, Chicago, Guerrero, México,              | Baloncesto Profesional               | Famosos         | 2                      | 0               | 15.ª Eliminada 6 de abril de 2022   | 56.99%                             |                   |
| 19.º  | Jaime Espinal 37, Santo Domingo, República Dominicana,    | Luchador Olímpico                    | Famosos         | 2                      | 0               | 14.º Eliminado 4 de abril de 2022   | 41.22%                             |                   |
| 20.º  | Hector Gómez 25, Puerto Rico, Orlando, Florida            | Luchador Profesional                 | Famosos         | 2                      | 0               | 13.er Eliminado 27 de marzo de 2022 | 34.58%                             |                   |
| 21.º  | Lupita Gavilanes 25, Brooklyn, New York                   | CrossFit                             | Contendientes   | 1                      | 1               | 12.ª Eliminada 20 de marzo de 2022  | 35.11%                             |                   |
| 22.º  | Sofia Reinoso 25, Potomac, Maryland ,                     | Kayakista Olímpica                   | Famosos         | 1                      | 0               | 11.ª Eliminada 13 de marzo de 2022  | 19.44%                             |                   |
| 23.º  | Polo Monárrez 42, Chihuahua, México,                      | Actor, CrossFit                      | Famosos         | 1                      | 0               | 10.º Eliminado 6 de marzo de 2022   | 45.71%                             |                   |
| 24.º  | Ricardo Osorio 41, Los Ángeles, California, México        | Futbolista profesional               | Famosos         | 1                      | 0               | 9.º Eliminado 6 de marzo de 2022    | 38.46%                             |                   |
| 25.º  | Emilio Lara 22, New York, México, Estados Unidos          | Estudiante                           | Contendientes   | 0                      | 1               | 8.º Eliminado 27 de febrero de 2022 | 47.14%                             |                   |
| 26.º  | Abril García 24, Dallas, Texas, México                    | Estudiante, Flag Football            | Contendientes   | 0                      | 0               | 7.ª Eliminada 20 de febrero de 2022 | 24.49%                             |                   |
| 27.º  | Candy Toche 23, San Francisco, California, Perú           | Salto de pista y campo               | Famosos         | 0                      | 0               | 6.ª Eliminada 16 de febrero de 2022 | 61.29%                             |                   |
| 28.º  | Jennifer Muñoz 24, México,                                | Futbolista profesional               | Famosos         | 0                      | 0               | 5.ª Eliminada 11 de febrero de 2022 | 51.35%                             |                   |
| 29.º  | Fernanda De La Mora 27, Miami, Florida, México            | Atleta Fitness                       | Contendientes   | 0                      | 0               | 4.ª Eliminada 10 de febrero de 2022 | 66.67%                             |                   |
| 30.º  | Carlos Chávez 32, Cuba, Estados Unidos                    | Arquitecto y Atleta de Pista y Campo | Contendientes   | 0                      | 0               | 3.er Eliminado 6 de febrero de 2022 | 34.78%                             |                   |
| 31.º  | Jesús “Tony” Beltrán 20, Phoenix, Arizona, Estados Unidos | Fútbol Americano                     | Contendientes   | 0                      | 0               | 2.º Eliminado 6 de febrero de 2022  | 33.33%                             |                   |
| 32.º  | Natalia Palacios 25, Austin, Texas, México                | Natación y CrossFit                  | Contendientes   | 0                      | 0               | 1.ª Eliminada 30 de enero de 2022   | 10.53%                             |                   |

Nota:
• En el episodio 18 se incorpora a la competencia Alfredo Pang en reemplazo de Jesús “Tony” Beltrán
• En el episodio 22 se incorpora a la competencia Susana Abundiz en reemplazo de Fernanda de la Mora 
• En el episodio 25 se incorpora a la competencia Sofía Reinoso en reemplazo de Candy Toche
• En el episodio 44 se incorpora a la competencia Beta Mejía en reemplazo de Ricardo Osorio
• En el episodio 60 se incorporan a la competencia Nicole Amador y Roberto Romano como refuerzos al Equipo Famosos y Ximena Amezcua y Óscar Fernández como refuerzos al Equipo Contendientes

### Séptima Temporada: Edición Mundial (2022)
Para la séptima temporada de Exatlón Estados Unidos se anunció que serían 20 participantes, 10 Famosos y 10 Contendientes, todos nuevos atletas, que irán por primera vez a las tierras y las playas del Exatlón.
Nota: Esta temporada no hubo campeones, los últimos 4 atletas se ganaron un carro y la oportunidad de participar en el Exatlón Estados Unidos All - Stars y seguir compitiendo por los $200.000 USD.
| Lugar   | Participante                                                     | Ocupación                            | Equipo Original | Etapa Individual       | Lingotes de Oro | Medallas Ganadas | Capitanías Ganadas                      | Resultado                                         | Efectividad Final |
| ------- | ---------------------------------------------------------------- | ------------------------------------ | --------------- | ---------------------- | --------------- | ---------------- | --------------------------------------- | ------------------------------------------------- | ----------------- |
| 1.º-2.º | Caterine Ibarguen 38, Miami, Florida EE. UU., Colombia           | Salto de altura                      | Famosos         | Exatlón Estados Unidos | 0               | 0                | 0                                       | Finalistas Pase All-Stars 19 de noviembre de 2022 | 76.24%            |
| 1.º-2.º | Jonny Magallón 40, México, San Diego California                  | Futbolista profesional               | Famosos         | Exatlón Estados Unidos | 1               | 0                | 2                                       | Finalistas Pase All-Stars 19 de noviembre de 2022 | 60.15%            |
| 1.º-2.º | Azul Grantón 22, Houston, Texas, EE. UU., Argentina              | Modelo, Actriz e Influencer          | Contendientes   | Exatlón Estados Unidos | 1               | 1                | 1                                       | Finalistas Pase All-Stars 19 de noviembre de 2022 | 50.71%            |
| 1.º-2.º | Yoridán Martínez 27, Fontana, California Cuba, EE. UU.           | Inversionista                        | Contendientes   | Exatlón Estados Unidos | 1               | 0                | 2                                       | Finalistas Pase All-Stars 19 de noviembre de 2022 | 61.05%            |
| 3.º     | Elsa García 32, Austin, Texas EE. UU., México                    | Gimnasta Artística                   | Famosos         | Exatlón Estados Unidos | 1               | 0                | 0                                       | 19.ª Eliminada 19 de noviembre de 2022            | 45.16%            |
| 3.º     | Wilanier Betancourt 26, Toa Baja, Puerto Rico                    | Agente de Bienes Raíces              | Contendientes   | Exatlón Estados Unidos | 0               | 0                | 0                                       | 18.º Eliminado 19 de noviembre de 2022            | 36.84%            |
| 4.º     | Aaron Matos 24, Doral, Florida Venezuela, EE. UU.                | Entrenador de CrossFit               | Contendientes   | Exatlón Estados Unidos | 1               | 0                | 0                                       | 17.º Eliminado 19 de noviembre de 2022            | 50.40%            |
| 4.º     | Estefanía Ahumada 31, España, México                             | Actriz, Conductora y Chica Reality   | Famosos         | Exatlón Estados Unidos | 0               | 0                | 0                                       | 16.ª Eliminada 19 de noviembre de 2022            | 46.94%            |
| 9.º     | Esteban Castillo 28, Newark, New Jersey EE. UU.Costa Rica        | Modelo                               | Contendientes   |                        | 1               | 0                | 0                                       | 15.º Eliminado 18 de noviembre de 2022            | 51.01%            |
| 10.º    | Alejandra Varela 26, Corbondale, Colorado, EE. UU.               | Estudiante y Entrenadora Profesional | Contendientes   | 1                      | 0               | 0                | 14.ª Eliminada 17 de noviembre de 2022  | 51.97%                                            |                   |
| 11.º    | Douglas Castillo 28, Newark, New Jersey EE. UU.Costa Rica        | Modelo, Tenis de Mesa                | Famosos         | 0                      | 1               | 1                | 13.er Eliminado 16 de noviembre de 2022 | 51.61%                                            |                   |
| 12.º    | Selene Valera 26, Phoenix, Arizona EE. UU., México               | Futbolista profesional               | Famosos         | 0                      | 1               | 0                | 12.ª Eliminada 15 de noviembre de 2022  | 46.67%                                            |                   |
| 13.º    | Ivan Fernández 24, Guaynabo, Puerto Rico                         | Voleibol Profesional                 | Famosos         | 0                      | 0               | 0                | 11.er Eliminado 14 de noviembre de 2022 | 38.20%                                            |                   |
| 14.º    | Vera Almeida 30, Miami, Florida, EE. UU., Brasil                 | Bailarina                            | Contendientes   | 0                      | 0               | 0                | 10.ª Eliminada 13 de noviembre de 2022  | 42.86%                                            |                   |
| 15.º    | Rafael Nieves 34, México, San Diego California                   | Actor y Artemarcialista              | Famosos         | 0                      | 0               | 0                | 9.º Eliminado 11 de noviembre de 2022   | 48.00%                                            |                   |
| 16.º    | Horacio Gutierrez 31, Chicago, Illinois,MéxicoEE. UU.            | Luchador Profesional MMA             | Famosos         | 0                      | 0               | 1                | 8.º Eliminado 10 de noviembre de 2022   | 44.87%                                            |                   |
| 17.º    | Isabel Junio 29, San Diego, California, EE. UU., México          | Médico                               | Contendientes   | 1                      | 0               | 0                | 7.ª Eliminada 9 de octubre de 2022      | 42.42%                                            |                   |
| 18.º    | Marizol Landazuri 31, New York, EE. UU., Ecuador                 | Velocista Olímpica                   | Famosos         | 0                      | 0               | 0                | 6.ª Eliminada 6 de noviembre de 2022    | 41.18%                                            |                   |
| 19.º    | Aldo Tamez 23, McAllen, Texas México, EE. UU.                    | Futbolista                           | Contendientes   | 1                      | 0               | 1                | 5.º Eliminado 30 de octubre de 2022     | 64.12%                                            |                   |
| 20.º    | Cynthia Castillo 32, Los Ángeles, California, EE. UU., México    | Entrenadora Personal                 | Contendientes   | 0                      | 0               | 0                | 4.ª Eliminada 23 de octubre de 2022     | 35.29%                                            |                   |
| 21.º    | Jose Kuthy 26, San Francisco, California México, EE. UU.         | Nutricionista                        | Contendientes   | 0                      | 0               | 0                | 3.er Eliminado 17 de octubre de 2022    | 37.50%                                            |                   |
| 22.º    | Lilian Durán 27, New York, EE. UU., México                       | Entrenadora de Boxeo y Esgrima       | Contendientes   | 0                      | 0               | 0                | 2.ª Eliminada 10 de octubre de 2022     | 16.57%                                            |                   |
| 23.º    | Junior Diaz 28, Brooklyn, New York República Dominicana, EE. UU. | Beisbol y Softball                   | Contendientes   | 0                      | 0               | 0                | 1.er Eliminado 7 de octubre de 2022     | 0.00%                                             |                   |

### Exatlón Estados Unidos: All - Stars (2022)
Para esta temporada de Exatlón Estados Unidos se anunció que serían 16 participantes, 8 Rojos y 8 Azules, todos atletas de temporadas pasadas que hicieron historia y se convirtieron en leyendas del programa, estos se unirán a los 4 finalistas de la 7.ª temporada, que ganaron su pase para el All - Stars, los cuales seguirán compitiendo por los $200.000 USD, debido a que en la séptima temporada no hubo campeón sino la clasificación al All - Stars para seguir luchando por ser campeones. 
| Lugar | Posición anterior y Temporada                         | Participante                                           | Ocupación                         | Equipo original | Lingotes de oro | Medallas ganadas | Capitanías Ganadas | Resultado                             |
| ----- | ----------------------------------------------------- | ------------------------------------------------------ | --------------------------------- | --------------- | --------------- | ---------------- | ------------------ | ------------------------------------- |
| 1.º   | Finalista (7T)                                        | Yoridán Martínez 27, Fontana, California Cuba, EE. UU. | Inversionista                     | Azules          | 0               | 0                | 0                  | Ganador 16 de enero de 2023           |
| 1.º   | Finalista (4T)                                        | Yamilet Peña 30, Santo Domingo, República Dominicana   | Gimnasta Olímpica                 | Rojos           | 1               | 2                | 0                  | Ganadora 16 de enero de 2023          |
| 3.º   | Finalista (7T)                                        | Caterine Ibarguen 38, Miami, Florida EE. UU., Colombia | Triple Salto                      | Rojos           | 1               | 0                | 0                  | Finalista 16 de enero de 2023         |
| 4.º   | Ganador (5T)                                          | Jeyvier Cintrón 27, Bayamón, Puerto Rico               | Boxeador Profesional              | Rojos           | 1               | 0                | 0                  | Finalista 16 de enero de 2023         |
| 5.º   | Finalista 6.º Lugar (3T) Participante 28.º Lugar (5T) | Denisse Novoa 27, Veracruz, México                     | Gerente de Hotel y Actriz         | Azules          | 0               | 0                | 0                  | 12.ª Eliminada 13 de enero de 2023    |
| 6.º   | Participante 15.º Lugar (1T) Finalista 6.º Lugar (4T) | Jesús "Chuy" Almada 34, Navojoa, México                | Entrenador y Boxeador             | Azules          | 0               | 0                | 1                  | 11.er Eliminado 13 de enero de 2023   |
| 7.º   | Finalista 4.º Lugar (5T)                              | Viviana Michel 23, Jalisco, México                     | Futbolista profesional            | Rojos           | 1               | 0                | 0                  | 10.ª Eliminada 13 de enero de 2023    |
| 8.º   | Finalista (7T)                                        | Jonny Magallón 41, México, San Diego California        | Futbolista profesional            | Rojos           | 1               | 0                | 0                  | 9.º Eliminado 13 de enero de 2023     |
| 9.º   | Semifinalista (3T) / Subcampeón (5T)                  | Kelvin Noé Rentería 29, Dallas, Texas ,                | Instalador de Aire Acondicionado  | Azules          | 0               | 0                | 0                  | 8.º Eliminado 11 de enero de 2023     |
| 10.º  | Subcampeona (4T)                                      | Alondra "Nona" González 27, Jalisco, México            | Futbolista profesional            | Rojos           | 1               | 0                | 0                  | 7.ª Eliminada 11 de enero de 2023     |
| 11.º  | Finalista 8.º Lugar (4T)                              | Elías Tirado 26, Barranquitas, Puerto Rico             | Entrenador Personal               | Azules          | 0               | 0                | 0                  | 6.ª Eliminada 8 de enero de 2023      |
| 12.º  | Semifinalista (5T)                                    | Ana María Parra 26, Sevilla, Colombia, EE. UU. ,       | Modelo Profesional, Baloncestista | Azules          | 0               | 0                | 0                  | 5.ª Eliminada 1 de enero de 2023      |
| 13.º  | Participante 9.º Lugar (3T)                           | José Carlos Herrera 36, Nuevo León, México             | Atleta Olímpico Pista y Campo     | Rojos           | 1               | 0                | 1                  | 4.º Eliminado 18 de diciembre de 2022 |
| 14.º  | Finalista (7T)                                        | Azul Grantón 22, Houston, Texas, EE. UU., Argentina    | Modelo, Actriz e Influencer       | Azules          | 0               | 1                | 0                  | 3.ª Eliminada 11 de diciembre de 2022 |
| 15.º  | Participante 25.º Lugar (4T)                          | Francisco "Maza" Rodríguez 41, Sinaloa, México         | Futbolista profesional            | Rojos           | 1               | 0                | 0                  | 2.º Eliminado 4 de diciembre de 2022  |
| 16.º  | Campeona (2T)                                         | Valeria Sofía Rodríguez 23, Bayamón Puerto Rico        | Ingeniera                         | Azules          | 0               | 0                | 0                  | 1.ª Eliminada 27 de noviembre de 2022 |

### Exatlón Estados Unidos: All - Stars (2023)
Para esta temporada de Exatlón Estados Unidos se anunció que serían 24 participantes, 12 Rojos y 12 Azules, todos atletas de temporadas pasadas que hicieron historia y se convirtieron en leyendas del programa, los cuales competirán por los $500.000 USD, donde solo habrá 1 campeón o campeona. 
| Lugar | Posición anterior y Temporada                       | Participante                                                       | Ocupación                            | Equipo original | Etapa Individual       | Capitanías Ganadas | Medallas Ganadas               | Resultado                      | Efectividad final |
| ----- | --------------------------------------------------- | ------------------------------------------------------------------ | ------------------------------------ | --------------- | ---------------------- | ------------------ | ------------------------------ | ------------------------------ | ----------------- |
| 01º   | Campeona (6T)                                       | Susana Abúndiz 27, Dallas, Texas, México                           | Empresaria                           | Azules          | Exatlón Estados Unidos | 3                  | 3                              | Campeona 22 - Ene - 2024       | 53.67%            |
| 02º   | Semifinalista (3T) Subcampeón (5T) 5º Lugar (AS-1)  | Kelvin Noé Rentería 32, Dallas, Texas ,                            | Instalador de Aire Acondicionado     | Azules          | Exatlón Estados Unidos | 2                  | 4                              | Finalista 22 - Ene - 2024      | 59.91%            |
| 03º   | Finalista (7T) Subcampeona (AS-1)                   | Caterine Ibarguen 39, Miami, Florida EE. UU., Colombia             | Triple Salto                         | Rojos           | Exatlón Estados Unidos | 3                  | 2                              | Semifinalista 22 - Ene - 2024  | 59.48%            |
| 04º   | Semifinalista (4T)                                  | Emmanuel Jáquez 25, Santiago, República Dominicana                 | Estudiante y Beisbolista             | Azules          | Exatlón Estados Unidos | 0                  | 1                              | Semifinalista 22 - Ene - 2024  | 47.03%            |
| 05º   | Campeona (2T) 16º Lugar (AS-1)                      | Valeria Sofía Rodríguez 24, Bayamón Puerto Rico                    | Ingeniera                            | Azules          | Exatlón Estados Unidos | 3                  | 4                              | 26.º Eliminada 21 - Ene - 2024 | 48.38%            |
| 06º   | Campeón (6T)                                        | Briadam Herrera 28, Cuba, Miami, Florida                           | Clavadista Profesional               | Rojos           | Exatlón Estados Unidos | 3                  | 1                              | 25.º Eliminado 21 - Ene - 2024 | 50.61%            |
| 07º   | Finalista (7T) 4º Lugar (AS-1)                      | Jonny Magallón 42, México, San Diego California                    | Futbolista profesional               | Rojos           | Exatlón Estados Unidos | 1                  | 2                              | 24.º Eliminado 19 - Ene - 2024 | 53.30%            |
| 08°   | 12°Lugar (5T)                                       | Wilmarie Negrón 33, Villalba, Puerto Rico,                         | Enfermera, Carrera de Obstáculos     | Azules          | Exatlón Estados Unidos | 1                  | 1                              | 23.º Eliminada 19 - Ene - 2024 | 46.72%            |
| 09°   | 11°Lugar (5T)                                       | Horacio Gutiérrez Jr. 26, El Paso, Texas, Estados Unidos, México , | Fútbol Colegial                      | Azules          | Exatlón Estados Unidos | 0                  | 2                              | 22.º Eliminado 17 - Ene - 2024 | 46.79%            |
| 10º   | 4º Lugar (6T)                                       | Anisa Guajardo 32, Los Ángeles, California, México                 | Futbolista profesional               | Rojos           | Exatlón Estados Unidos | 1                  | 0                              | 21.º Eliminada 17 - Ene - 2024 | 58.03%            |
| 11º   | 4ºLugar (5T y AS-1)                                 | Viviana Michel 24, Jalisco, México                                 | Futbolista profesional               | Rojos           |                        | 1                  | 1                              | 20.º Eliminada 14 - Ene - 2024 | 50.62%            |
| 12º   | Finalista (7T) Campeón (AS-1)                       | Yoridán Martínez 28, Fontana, California Cuba, EE. UU.             | Inversionista                        | Azules          | 5                      | 2                  | 19° Eliminado 11 - Ene - 2024  | 61.84%                         |                   |
| 13º   | 7.º Lugar (4T) Campeona (AS-1)                      | Yamilet Peña 31, Santo Domingo, República Dominicana               | Gimnasta Olímpica                    | Rojos           | 2                      | 1                  | 18.º Eliminada 7 - Ene - 2024  | 51.98%                         |                   |
| 14º   | Campeón (4T)                                        | Nate Burkhalter 36, Houston, Texas                                 | Campeón Carrera de Obstáculos        | Rojos           | 2                      | 2                  | 17.º Eliminado 2 - Ene - 2024  | 50.25%                         |                   |
| 15º   | Campeón (3T)                                        | Alberto “El Venado” Medina 41, Sinaloa, México                     | Futbolista profesional               | Rojos           | 1                      | 0                  | 16.º Eliminado 30 - Dic - 2023 | 44.77%                         |                   |
| 16º   | 5.º Lugar (4T)                                      | Claudia Martínez 32, San Antonio, Texas                            | Coordinadora de Eventos y Futbolista | Azules          | 0                      | 0                  | 15° Eliminada 24 - Dic - 2023  | 43.28%                         |                   |
| 17º   | 11.º Lugar (6T)                                     | Alfredo Pang 28, Texas, México, Estados Unidos                     | Entrenador Personal                  | Azules          | 0                      | 0                  | 14.º Eliminado 17 - Dic - 2023 | 32.76%                         |                   |
| 18º   | 14.º Lugar (5T)                                     | Mirna Almada 25, México                                            | Asistente en Enfermería              | Azules          | 0                      | 0                  | 13.º Eliminada 10 - Dic - 2023 | 27.78%                         |                   |
| 19º   | 29.º Lugar (5T)                                     | Frank Beltre 32, Azua, República Dominicana                        | Fútbol Americano, Ex-NFL             | Rojos           | 0                      | 0                  | 12.º Eliminado 3 - Dic - 2023  | 27.27%                         |                   |
| 20º   | Subcampeona (4T) 5.º Lugar (AS-1)                   | Alondra “Nona” González 27, Jalisco, México                        | Futbolista profesional               | Rojos           | 0                      | 0                  | 11.º Eliminada 26 - Nov - 2023 | 37.50%                         |                   |
| 21º   | Subcampeón (1T)                                     | Kenny Ochoa 28, Simi Valley, California                            | Soldado De Army                      | Azules          | 1                      | 0                  | 10.º Eliminado 19 - Nov - 2023 | 42.59%                         |                   |
| 22º   | Subcampeona (3T)                                    | Shaila Pérez 27, México                                            | Gimnasta Profesional                 | Rojos           | 1                      | 0                  | 9.º Eliminada 12 - Nov - 2023  | 43.04%                         |                   |
| 23º   | 9.º Lugar (3T) 13.º Lugar (AS-1)                    | José Carlos Herrera 37, Nuevo León, México                         | Atleta Olímpico Pista y Campo        | Rojos           | 1                      | 0                  | 8.º Eliminado 5 - Nov - 2023   | 35.00%                         |                   |
| 24º   | 6.º Lugar (1T) 35.º Lugar (5T)                      | Raquel Becker 31, México,                                          | Doble de Cine y Atleta de Parkour    | Azules          | 1                      | 0                  | 7.º Eliminada 29 - Oct - 2023  | 38.33%                         |                   |
| 25º   | 25.º Lugar (4T) 15.º Lugar (AS-1)                   | Francisco “Maza” Rodríguez 41, Sinaloa, México                     | Futbolista profesional               | Rojos           | 1                      | 0                  | 6.º Eliminado 22 - Oct - 2023  | 34.09%                         |                   |
| 26º   | 15.º Lugar (1T) 6.º Lugar (4T) Semifinalista (AS-1) | Jesús “Chuy” Almada 35, Navojoa, México                            | Entrenador y Boxeador                | Azules          | 0                      | 0                  | 5° Eliminado 20 - Oct - 2023   | 54.29%                         |                   |
| 27º   | Finalista (7T) 14.º Lugar(AS-1)                     | Azul Grantón 24, Houston, Texas, EE. UU., Argentina                | Modelo, Actriz e Influencer          | Azules          | 0                      | 0                  | 4.º Eliminada 15 - Oct - 2023  | 34.38%                         |                   |
| 28º   | 5.º Lugar (6T)                                      | Miguel Ángel Espinoza 29, San Diego, California, México            | Modelo y Entrenador Personal         | Azules          | 0                      | 0                  | 3.º Eliminado 08 - Oct - 2023  | 50.00%                         |                   |
| 29º   | Campeona (1T)                                       | Marisela “Chelly” Cantú 32, Nuevo León, México                     | Gimnasta Olímpica                    | Rojos           | 0                      | 0                  | 2° Eliminada 04 - Oct - 2023   | 50.00%                         |                   |
| 30º   | Semifinalista (2T y 4T)                             | Dennhi Callu 28, San Diego, California                             | Entrenadora Personal                 | Azules          | 0                      | 0                  | 1.º Eliminada 01 - Oct - 2023  | 25.00%                         |                   |

### Exatlón Estados Unidos: All - Stars (2024)
Para esta temporada de Exatlón Estados Unidos se anunció que serían 24 participantes, 12 Rojos y 12 Azules, todos atletas de temporadas pasadas que hicieron historia y se convirtieron en leyendas del programa, los cuales competirán por los $500.000 USD, donde solo habrá 1 campeón y 1 campeona.
| Lugar | Posición anterior y Temporada                  | Participante                                                       | Ocupación                               | Equipo original | Capitanías Ganadas | Medallas Ganadas | Resultado                      | Efectividad final |
| ----- | ---------------------------------------------- | ------------------------------------------------------------------ | --------------------------------------- | --------------- | ------------------ | ---------------- | ------------------------------ | ----------------- |
| 1.º   | Campeona (6T y AS-2)                           | Susana Abúndiz 28, Dallas, Texas, México                           | Empresaria                              | Azules          | 2                  | 1                | Campeona 3 - Feb - 2025        | 63.44%            |
| 1.º   | Campeón (6T) 6º Lugar (AS-2)                   | Briadam Herrera 28, Cuba, Miami, Florida                           | Clavadista Profesional                  | Rojos           | 1                  | 1                | Campeon 3 - Feb - 2025         | 55.71%            |
| 02°   | 4º Lugar (6T) 10º Lugar (AS-2)                 | Anisa Guajardo 33, Los Ángeles, California, México                 | Futbolista Profesional                  | Rojos           | 2                  | 1                | Finalista 3 - Feb - 2025       | 54.08%            |
| 02°   | Campeón (5T) Subcampeón (AS-1)                 | Jeyvier Cintrón 28, Bayamón, Puerto Rico                           | Boxeador Profesional                    | Rojos           | 1                  | 1                | Finalista 3 - Feb - 2025       | 47.03%            |
| 05°   | Semifinalista (4T y AS-2)                      | Emmanuel Jáquez 26, Santiago, República Dominicana                 | Beisbolista                             | Azules          | 2                  | 1                | Semifinalista 3 - Feb - 2025   | 47.03%            |
| 06°   | Campeona (2T) 16º Lugar (AS-1) 5º Lugar (AS-2) | Valeria Sofía Rodríguez 25, Bayamón Puerto Rico                    | Ingeniera                               | Azules          | 0                  | 1                | Semifinalista 3 - Feb - 2025   | 48.38%            |
| 07°   | Finalista (7T) Campeón (AS-1) 12º Lugar (AS-2) | Yoridán Martínez 29, Fontana, California Cuba, EE. UU.             | Inversionista                           | Azules          | 0                  | 2                | 18.º Eliminado 31 - Ene - 2025 | 48.96%            |
| 08°   | Campeona (1T) 29º Lugar (AS-2)                 | Marisela “Chelly” Cantú 34, Nuevo León, México                     | Gimnasta Olímpica                       | Rojos           | 0                  | 1                | 17.º Eliminada 31 - Ene - 2025 | 38.38%            |
| 09°   | 14.º Lugar (5T) 18º Lugar (AS-2)               | Mirna Almada 28, México                                            | Asistente en Enfermería                 | Azules          | 0                  | 1                | 16.º Eliminada 29 - Ene - 2025 | 40.00%            |
| 10°   | Finalista (7T) 4º Lugar (AS-1) 7º Lugar (AS-2) | Jonny Magallón 43, México, San Diego California                    | Exfutbolista                            | Rojos           | 1                  | 2                | 15.º Eliminado 29 - Ene - 2025 | 53.33%            |
| 11°   | Campeón (3T) 15º Lugar (AS-2)                  | Alberto “El Venado” Medina 41, Sinaloa, México                     | Exfutbolista                            | Rojos           | 0                  | 0                | 14.º Eliminado 26 - Ene - 2025 | 34.51%            |
| 12°   | 11°Lugar (5T) 9º Lugar (AS-2)                  | Horacio Gutiérrez Jr. 27, El Paso, Texas, Estados Unidos, México , | Fútbol Colegial                         | Azules          | 1                  | 1                | 13.° Eliminada 22 - Ene - 2025 | 51.61%            |
| 13°   | Subcampeona (6T)                               | Isabella Arcila 30, Atlanta, Georgia, Colombia                     | Nadadora Olímpica                       | Rojos           | 2                  | 2                | 12.° Eliminada 22 - Ene - 2025 | 62.16%            |
| 14°   | 12.º Lugar (6T)                                | Rebeca Valentín 29, Dorado, Puerto Rico                            | Ejecutiva de cuentas                    | Azules          | 0                  | 1                | 11.º Eliminado 19 - Ene - 2025 | 42.10%            |
| 15°   | 7.º Lugar (3T) 5.º Lugar (5T)                  | Octavio “Tavo” González 32, Nuevo León, México,                    | Jugador de Fútbol Americano             | Azules          | 0                  | 0                | 10.º Eliminado 15 - Ene - 2025 | 43.75%            |
| 16°   |                                                | Yaimé Pérez 33, Santiago, Cuba, Pensilvania                        | Medallista Olímpica                     | Azules          | 0                  | 0                | 9.º Eliminada 12 - Ene - 2025  | 44.44%            |
| 17°   |                                                | Paul Aguilar 38, Sinaloa, México, Dallas, Texas                    | Futbolista Profesional                  | Azules          | 0                  | 0                | 8.º Eliminado 8 - Ene - 2025   | 36.76%            |
| 18°   |                                                | Lismar Lyon 24, Guayana, Venezuela, Miami, Florida ,               | Nadadora Profesional                    | Azules          | 2                  | 0                | 7.º Eliminada 5 - Ene - 2025   | 36.36%            |
| 19°   |                                                | Angel Martinez 27, West Virginia, México ,                         | Nadador Profesional                     | Rojos           | 0                  | 0                | 6.º Eliminado 1 - Dic - 2025   | 57.14%            |
| 20°   |                                                | Lisset Vázquez 25, Puerto Vallarta, México                         | Escaladora                              | Rojos           | 0                  | 0                | 5.º Eliminada 29 - Dic - 2024  | 34.28%            |
| 21°   |                                                | Alejandro “Gallito” Flores 33, Nuevo León, México                  | Peleador Profesional de Artes Marciales | Rojos           | 0                  | 0                | 4.º Eliminado 25 - Dic - 2024  | 25.00%            |
| 22°   | 5.º Lugar (2T) 27º Lugar (4T)                  | Karely López 36, Sinaloa, México                                   | Campeona Mundial de Boxeo               | Rojos           | 0                  | 0                | 3.º Eliminada 22 - Dic - 2024  | 25.00%            |
| 23°   |                                                | Zacarías Bonnat 28, Bayaguana, República Dominicana, Nueva York ,  | Levantamiento de pesas                  | Azules          | 0                  | 0                | 2.º Eliminado 18 - Dic - 2024  | 17.64%            |
| 24°   |                                                | Nikkole Teja 25, Seattle, Washington ,                             | ExFutbolista                            | Rojos           | 0                  | 0                | 1.º Eliminada 15 - Dic - 2024  | 28.57%            |

## Participantes de competencias anteriores
- Miguel Montaño y Fernanda De la Mora fueron participantes del reality mexicano "La Isla, El Reality" en su última temporada, siendo Miguel M el 13.er Eliminado del reality y Fernanda llegó a la final en dónde quedó en 4.º lugar.
- Raquel Becker fue participante del reality mexicano "La Fortaleza: El reto sagrado", cuya sinopsis es de competencias la cual fue 2.ª finalista, tras 2 meses de competencia.
- Adrián Martínez fue participante de la tercera temporada de The Ultimate Beast Master donde fue finalista quedando en 5.º Lugar de la competencia.
- Sebastián Caicedo en el 2014 participó en El Desafío en Marruecos en el equipo de las celebridades,  siendo el 10.º Eliminado.
- Vania Bludau fue participante de cuatro realitys peruanos Combate, Titanes, Calle 7 y Esto es guerra donde fue la 8.ª Eliminada en la tercera temporada, la 4.ª Eliminada en la séptima temporada y, en ambos realities de tres, ganó en competencia grupal y fue la 6.ª/7.ª Eliminada del último fenecido el segundo este reality, en su cuarto reality fue automáticamente eliminada en primer lugar tras ausentarse dos veces por motivos desconocidos.
- Wilmarie Negrón en el 2020 y 2021 participó en "El Domo Del Dinero", reality latinoamericano hispanohablante del mismo canal, el cual ganó con el Equipo Azul tras 4 meses de competencia.
- Miguel Ángel Espinoza fue participante del reality mexicano "Reto 4 Elementos" en su segunda temporada en el equipo de los Soñadores, siendo el 31.er Eliminado del reality.
- Jonathan Betancur "Beta" Mejía fue participante del El Desafío Super Humanos 15 años en el equipo de los Antioqueños, al ser disuelto el equipo, pasó a formar parte de los Vallecaucanos, fue el 15.º eliminado tras 41 días de competencia.
- Estefanía Ahumada fue participante de los realitys mexicanos "Reto 4 Elementos" y "Guerreros México", en su primera temporada en el equipo de los Actores, obteniendo el 3.er lugar del reality al ser eliminada en la final femenil y Guerreros en su primera temporada en el equipo de los Leones.
- Iván Fernández fue participante del reality Guerreros Puerto Rico, ingresando en la cuarta temporada como integrante de Los Otros, luego estuvo hasta la sexta temporada, donde fue su última participación.
- Azul Grantón
  -  Combate 13G - Equipo Subcampeón  / 16.ª eliminada
  -  Combate 5G - Equipo Subcampeón
  -  Combate: La Nueva Era, Modo Aislamiento - Equipo Campeón
  -  Combate: Generación Total - Abandono voluntario
  -  Guerreros 2021 - Equipo Subcampeón
  -  Guerra: México vs. Perú - Equipo Campeón
  -  Guerra Perú vs. Puerto Rico - Equipo Campeón